# Piadena Drizzona
Piadena Drizzona ist eine italienische Gemeinde (comune) mit 4013 Einwohnern (Stand 31. Dezember 2023) in der Provinz Cremona, Region Lombardei. 

## Geographie
Die Gemeinde liegt etwa 27 km Luftlinie östlich von Cremona in der Po-Ebene auf der orographisch rechten Uferseite des Oglio. Zur Gemeinde gehören die Fraktionen Castelfranco d’Oglio, Drizzona, Pontirolo Capredoni, San Lorenzo Guazzone, San Paolo Ripa d’Oglio und Vho. Der Gemeindesitz liegt in Piadena.

## Geschichte
Die Gemeinde Piadena Drizzona entstand am 1. Januar 2019 durch den Zusammenschluss der beiden Gemeinden Drizzona und Piadena.